# عبد الفتاح يونس
اللواء عبد الفتاح يونس العبيدي (1944 - 28 يوليو 2011) رئيس أركان جيش التحرير الوطني الليبي خلال ثورة 17 فبراير ووزير داخلية ليبي سابق وأحد قادة حركة الضباط الوحدويين الأحرار عام 1969. ولد عبد الفتاح يونس في منطقة الجبل الأخضر الليبية سنة 1944، ثم وَصَل إلى مناصب الدولة في عام 1969 عندما شارك في قيادة انقلاب الفاتح من سبتمبر الذي تمخض عنه نظام العقيد معمر القذافي، ومنذ ذلك الوقت أصبح قائد القوات الخاصة الليبية. ولاحقاً في عام 2009 حصل عبد الفتاح على منصب وزير الداخلية في ليبيا، لكنه أعلن رسميًا انشقاقه عن النظام والانضمام للمعارضه يوم 21 فبراير 2011 ردًا على قمع القذافي لثورة 17 فبراير، ومنذ ذلك الوقت أصبح ذا دور هام في قيادة معارك الثوار وعُين قائدًا ورئيس أركان لجيش التحرير الوطني الليبي.

## النشأة والمناصب الحكومية
يَنتمي اللواء عبد الفتاح يُونس بالأصل إلى قبيلة العبيدات، وهي واحدة من أكبر القبائل الليبية في شرق البلاد. وُلد عبد الفتاح في الجبل الأخضر عام 1944 م، ولاحقًا التحق خلال شبابه حركة الضباط الوحدويين الأحرار التي كانت تُعد لانقلاب عسكري بهدف إسقاط المملكة الليبية، وقد نجحت بالفعل في ذلك، وكان للواء دور في قيادة ذلك الانقلاب حيث تولّى مهمة اقتحام «محطة إذاعة بنغازي» الرئيسية في ليلة الانقلاب عام 1969 وكان يَبلغ من العُمر آنذاك 25 سنة.
بعد تأسيس العقيد معمر القذافي للجماهيرية العربية الليبية، حصَلَ عبد الفتاح على العديد من المناصب العالية والهامة في السلك العسكري للدولة، من أهمها رئاسة القوات الخاصة الليبية التي قادها في عدة حروب ليبية خلال العصر الحديث هيَ بشكل رئيسي المناوشات المصرية الليبية والصراع الليبي التشادي، ومن ثم في العيد 29 لثورة الفاتح تم ترقيته إلى رتبة عميد واستلم منصب آمر المنطقة الشرقية. ظلَّ عبد الفتاح بشكل عام عضواً هاماً في الدولة خلال مُعظم السنوات الأربعين التي حكم خلالها معمر القذافي، لكن أعلى المناصب التي حاز عليها كانت وزارة الداخلية التي تولى حقيبيتها في عام 2009، وعكف خلالها على التواصل مع الاتحاد الأوروبي لحل أزمة الهجرة غير الشرعية إلى أوروبا، وبقيَ في هذا المنصب حتى تاريخ 21 فبراير 2011.

## ثورة 17 فبراير
بعد قيام ثورة 17 فبراير وبدأ معركة البيضاء الأولى في الثورة ومن ثم معركة بنغازي التي قمعت بوحشية مما أدى إلى سقوط مئات القتلى، أخذ القذافي بالإعداد لخطة لقصف المتظاهرين في المدينة بالطائرات العسكرية والحربية بهدف تخويف السكان وإخماد الثورة. ولطبيعة كون عبد الفتاح يونس العبيدي مسؤولاً أمنياً هاماً ورئيسياً في شرق البلاد، فقد حدثه القذافي عما يَنوي فعله، وقد أبدى اللواء - حسب روايته - تخوفاً من حجم المجزرة التي سيُسببها ذلك. ولهذا السبب بالإضافة إلى ضغوط وُجهت له من قبيلته - العبيدات - للتنحي من منصبه فقد أعلن عبد الفتاح في يوم 21 فبراير 2011 التحاقه بالثورة وصرّح في مقطع فيديو أذاعه على قناة الجزيرة بأنه استقال من جميع مناصبه في الدولة وانشق عن نظام القذافي.
لاحقاً وبعد ذلك بيومين - في 23 فبراير - أخذت القوات المسلحة الليبية بإذاعة أنباء عن اختطاف اللواء عبد الفتاح يُونس في بنغازي وإطلاق النار عليه، وهدّدت وتوعدت مختطفيه بالعقوبات. لكن بالرغم من ذلك فقد ظهر عبد الفتاح بعد ذلك بمدة قصيرة على قناة العربية مُثبتاً أنه ليس مُختطفاً ومؤكداً على انضمامه إلى الثورة وانشقاقه عن النظام. وتعرض اللواء خلال تلك الفترة إلى عدة محاولات للاغتيال، كانت إحداها في يوم 22 فبراير عندما أطلق عليه مسلح النار بشكل مفاجئ، لكنها أصابت معاوناً له كان يَقف بجواره بدلاً من أن تصيبه هوَ، وقد مات ذلك المعاون جراء الإصابة بعد مُدة. وأصدرت أيضاً أوامر لبعض الطائرات بقصف مقر اللواء لكنها عصت الأوامر.
أعلن اللواء عبد الفتاح بعد ذلك بفَترة أنه تلقّى طلبات من بعض الضباط ببدأ إنشاء وحدات عسكرية تنظيمية للثوار بهدف ترتيب صفوفهم، وأعرب عن استعداده لإنشاء مثل تلك الوَحدات وبدأ بالعمل على ذلك. وبعد ذلك تولى اللواء القيام بالكثير من التنظيمات في وحدات الثوار، حتى عُين في آخر الأمر رئيس أركان لجيش التحرير الوطني الليبي، والذي كان قد أسسه الثوار لمواجهة الجيش الليبي الذي يَعمل تحت إمرة القذافي.

## وفاته
أعلن مصطفى عبد الجليل، رئيس المجلس الوطني الانتقالي، في 28 يوليو 2011 مقتل عبد الفتاح يونس العبيدي في بنغازي بعد تعرضه لإطلاق نار أمام فندق كان من المزمع إقامة اجتماع للمجلس الوطني الانتقالي فيه. وكان عبد الفتاح العبيدي قد تم استدعائه من الخطوط الأمامية للمواجهات، وذلك للمثول أمام لجنة من أربعة قضاة كانت تحقق وتنظر في العمليات العسكرية. وتم إلقاء القبض على قائد الخلية المسلحة التي قتلت عبد الفتاح يونس وأثنين من حراسه. وصرح وزير النفط في المعارضة الليبية بأن من قتلوا عبد الفتاح يونس كانوا من الثوار الذين كلفوا بإحضاره إلى بنغازي، واعترف قائدهم بأن جنوده هم من قتلوا عبد الفتاح يونس. واتهم نظام القذافي تنظيم القاعدة في سرت بقتله، كما سرت شائعات عن عقده محادثات سرية مع حكومة القذافي.
وقرر المجلس الوطني الانتقالي الليبي تشكيل لجنة تحقيق في اغتيال عبد الفتاح يونس، وتعهد وزير النفط في حكومة المعارضة الليبية بنشر كافة الوقائع التي ستتوصل إليها اللجنة. وتعهدت قبيلة العبيدات التي ينتمي إليها عبد الفتاح بالانتقام له بنفسها إذا فشلت قيادة المعارضة في التحقيق بصورة كاملة، وقالت أسرة عبد الفتاح أنها ستلجأ إلى المحكمة الجنائية الدولية إذا لزم الأمر.